# Fresné-la-Mère
Fresné-la-Mère ist eine französische Gemeinde mit 572 Einwohnern (Stand: 1. Januar 2022) im Département Calvados in der Region Normandie. Sie gehört zum Arrondissement Caen und zum Kanton Falaise.

## Geografie
Fresné-la-Mère liegt rund 6 km östlich von Falaise. Umgeben wird die Gemeinde von Damblainville im Norden, Morteaux-Coulibœuf im Nordosten, Beaumais im Osten, Pertheville-Ners im Südosten und Süden, La Hoguette im Südwesten sowie Villy-lez-Falaise in westlicher und nordwestlicher Richtung.

## Bevölkerungsentwicklung
| Jahr                             | 1793 | 1836 | 1876 | 1926 | 1946 | 1968 | 1990 | 2016 |
| Einwohner                        | 665  | 735  | 534  | 332  | 378  | 303  | 425  | 619  |
| Quelle: Cassini, EHESS und INSEE |      |      |      |      |      |      |      |      |

## Sehenswürdigkeiten
- Kirche Notre-Dame aus dem 15., 17. und zum Teil 19. Jahrhundert, Glockenturm nach Zerstörung im Jahr 1944 rekonstruiert

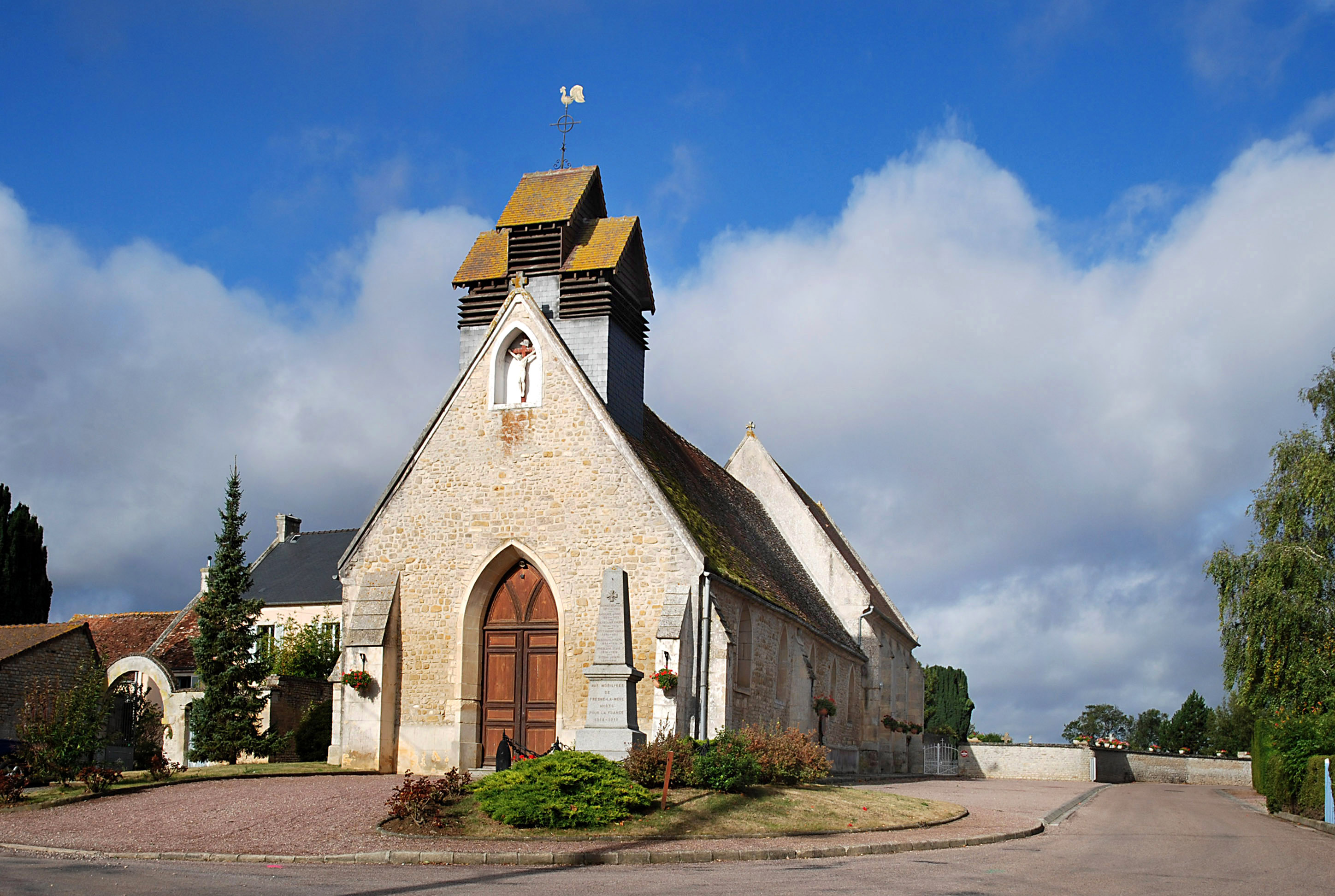
Kirche Notre-Dame